# Diocesi di Sankt Pölten
La diocesi di Sankt Pölten (in latino Dioecesis Sancti Hippolyti) è una sede della Chiesa cattolica in Austria suffraganea dell'arcidiocesi di Vienna. Nel 2023 contava 486.200 battezzati su 642.500 abitanti. È retta dal vescovo Alois Schwarz.

## Territorio
La diocesi comprende le regioni di Waldviertel e di Mostviertel nella parte occidentale dello stato federale austriaco della Bassa Austria.
Sede vescovile è la città di Sankt Pölten, dove si trova la cattedrale dell'Assunta. Nella diocesi sorgono 5 basiliche minori: la basilica della Santissima Trinità a Sonntagberg, la basilica di Santa Maria alle Tre Querce a Rosenburg-Mold, la basilica di Nostra Signora nel monastero di Geras, la basilica di Santa Maria Addolorata a Maria Taferl, la basilica dell'Assunzione di Maria nel monastero di Lilienfeld.
Il territorio è suddiviso in 422 parrocchie.

## Storia
La diocesi è stata eretta il 28 gennaio 1785 con la bolla Inter plurimas di papa Pio VI, ricavandone il territorio dalla diocesi di Passavia.
Il 14 novembre 2014 ha ceduto i territori di Hochstraß e Schwabendörfl nel comune di Altlengbach all'arcidiocesi di Vienna.

## Cronotassi dei vescovi
Si omettono i periodi di sede vacante non superiori ai 2 anni o non storicamente accertati.
- Johann Heinrich von Kerens, S.I. † (14 febbraio 1785 - 26 novembre 1792 deceduto)
- Sigismund Anton von Hohenwart, S.I. † (12 settembre 1794 - 20 giugno 1803 nominato arcivescovo di Vienna)
  - Sede vacante (1803-1806)
- Godfried Joseph Crüts van Creits † (26 agosto 1806 - 5 aprile 1815 deceduto)
- Johann Nepomuk von Dankesreither † (23 settembre 1816 - 10 giugno 1823 deceduto)
- Joseph Chrysostomus Pauer † (3 maggio 1824 - 19 dicembre 1826 deceduto)
- Jakob Frint † (9 aprile 1827 - 11 ottobre 1834 deceduto)
- Johann Michael Leonhard † (6 aprile 1835  - 19 novembre 1835 nominato ordinario militare in Austria)
- Michael Johann Wagner † (1º febbraio 1836 - 23 ottobre 1842 deceduto)
- Anton Alois Buchmayer † (30 gennaio 1843 - 2 settembre 1851 deceduto)
- Ignaz Feigerle † (15 marzo 1852 - 27 settembre 1863 deceduto)
- Joseph Feßler † (27 marzo 1865 - 25 aprile 1872 deceduto)
- Matthäus Joseph Binder † (23 dicembre 1872 - 14 agosto 1893 deceduto)
- Johannes Baptist Rößler † (10 aprile 1894 - 4 gennaio 1927 deceduto)
- Michael Memelauer † (18 aprile 1927 - 30 settembre 1961 deceduto)
- Franz Žak † (1º ottobre 1961 succeduto - 11 luglio 1991 ritirato)
- Kurt Krenn † (11 luglio 1991 - 7 ottobre 2004 dimesso)
- Klaus Küng (7 ottobre 2004 - 17 maggio 2018 ritirato)
- Alois Schwarz, dal 17 maggio 2018

## Statistiche
La diocesi nel 2023 su una popolazione di 642.500 persone contava 486.200 battezzati, corrispondenti al 75,7% del totale.
| anno | popolazione | popolazione | popolazione | presbiteri | presbiteri | presbiteri | presbiteri                | diaconi | religiosi | religiosi | parrocchie |
| anno | battezzati  | totale      | %           | numero     | secolari   | regolari   | battezzati per presbitero | diaconi | uomini    | donne     | parrocchie |
| ---- | ----------- | ----------- | ----------- | ---------- | ---------- | ---------- | ------------------------- | ------- | --------- | --------- | ---------- |
| 1950 | 345.019     | 363.542     | 94,9        | 719        | 425        | 294        | 479                       |         | 342       | 1.358     | 410        |
| 1970 | 630.334     | 656.525     | 96,0        | 692        | 546        | 146        | 910                       |         | 146       | 1.250     | 420        |
| 1980 | 640.742     | 672.000     | 95,3        | 697        | 408        | 289        | 919                       | 10      | 314       | 674       | 423        |
| 1990 | 585.775     | 630.717     | 92,9        | 594        | 351        | 243        | 986                       | 26      | 270       | 454       | 424        |
| 1999 | 577.471     | 633.106     | 91,2        | 493        | 311        | 182        | 1.171                     | 43      | 221       | 313       | 424        |
| 2000 | 572.109     | 628.671     | 91,0        | 502        | 320        | 182        | 1.139                     | 45      | 217       | 314       | 424        |
| 2001 | 575.146     | 624.161     | 92,1        | 522        | 312        | 210        | 1.101                     | 48      | 248       | 286       | 424        |
| 2002 | 573.584     | 630.000     | 91,0        | 528        | 304        | 224        | 1.086                     | 51      | 265       | 303       | 414        |
| 2003 | 570.186     | 623.975     | 91,4        | 500        | 276        | 224        | 1.140                     | 51      | 284       | 287       | 423        |
| 2004 | 566.679     | 629.928     | 90,0        | 518        | 307        | 211        | 1.093                     | 48      | 282       | 251       | 424        |
| 2010 | 540.954     | 613.200     | 88,2        | 493        | 295        | 198        | 1.097                     | 78      | 247       | 192       | 424        |
| 2014 | 516.765     | 621.100     | 83,2        | 498        | 276        | 222        | 1.037                     | 88      | 269       | 158       | 423        |
| 2017 | 501.221     | 629.000     | 79,7        | 495        | 274        | 221        | 1.012                     | 88      | 265       | 135       | 422        |
| 2020 | 482.587     | 637.390     | 75,7        | 448        | 288        | 160        | 1.077                     | 95      | 215       | 117       | 422        |
| 2022 | 484.700     | 640.200     | 75,7        | 409        | 268        | 141        | 1.185                     | 93      | 190       | 102       | 422        |
| 2023 | 486.200     | 642.500     | 75,7        | 408        | 267        | 141        | 1.191                     | 93      | 190       | 97        | 422        |